# Галоперидол

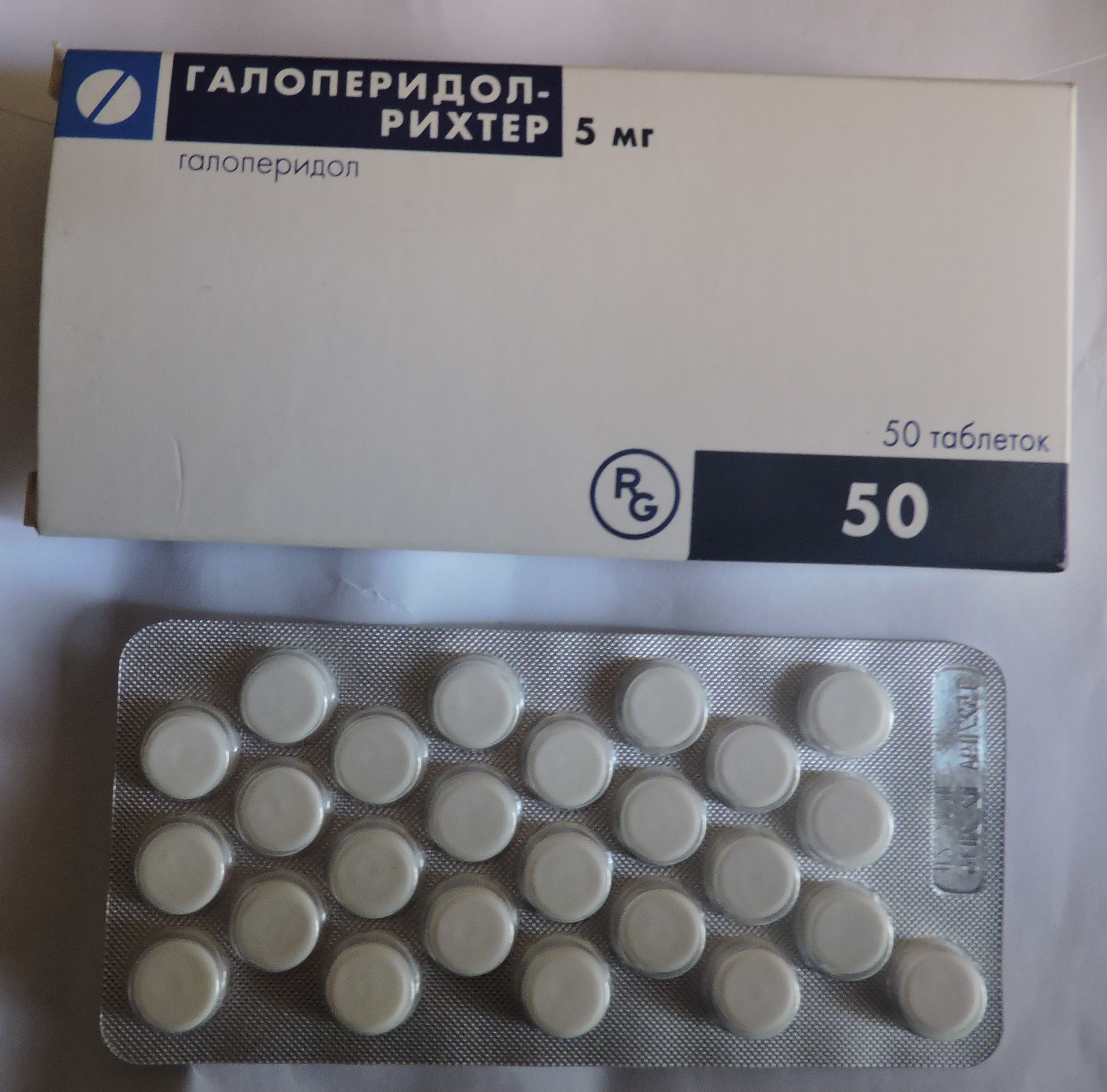
Галоперидол

Галоперидо́л — антипсихотик, производное бутирофенона. Разработан и испытан в 1958 году в бельгийской компании Janssen Pharmaceutica. Применяют при шизофрении, маниакальных состояниях, бредовых расстройствах, при олигофренических, инволюционных, эпилептиформных, алкогольных психозах и других заболеваниях, сопровождающихся галлюцинациями, психомоторным возбуждением. В случае алкогольного делирия со зрительными галлюцинациями под влиянием галоперидола быстро наступает моторное успокоение и исчезают галлюцинации. Существует пролонгированная форма препарата — галоперидола деканоат, с возможностью однократной инъекции 1 раз в 4 недели.
Для описания действия галоперидола (сильное антипсихотическое действие, сопровождающееся выраженными острыми неврологическими расстройствами) применяется термин «химический шок», сходный с терминами «инсулиновый шок» и «электрошоковая терапия».

## Фармакодинамика
Обладает мощным антипсихотическим действием, умеренным седативным (хлорпромазин 50 мг эквивалентны 1 мг галоперидола). Механизм антипсихотического действия галоперидола, скорее всего, связан с блокадой дофаминовых рецепторов в мезокортексе и лимбической системе. Блокирует дофаминергическую активность в нигростриальном пути, с чем связаны нарушения со стороны экстрапирамидной системы (экстрапирамидные расстройства).
Обладает слабым центральным α-адреноблокирующим, антигистаминным и антихолинергическим эффектами, нарушает процесс обратного захвата и депонирования норадреналина.
Галоперидол в небольших дозах угнетает дофаминовые рецепторы триггерной зоны рвотного центра, благодаря чему используется для лечения рвоты (например, при химиотерапии). Блокада D2-рецепторов гипоталамуса ведёт к снижению температуры тела, повышению выработки пролактина (с чем связано увеличение груди и секреция молока у обоих полов).

## Фармакокинетика
При внутривенном введении биодоступность 100 %, начинает действовать очень быстро — в течение 10 минут. Продолжительность действия составляет от 3 до 6 часов. При капельном введении наступление эффекта медленное, но действие более длительное.
При внутримышечном введении Cmax достигается через 20 мин.
При пероральном приёме биодоступность 60—70 %, подвергается эффекту «первого прохождения» через печень. Всасывается в основном из тонкого кишечника, в неионизированной форме, механизмом пассивной диффузии. Cmax в крови достигаются через 3—6 часов.
Концентрация в плазме от 4 мкг/л до 20—25 мкг/л необходима для эффективного действия. Определение содержания препарата в плазме необходимо для расчёта дозы, особенно при длительном применении. Отношение концентрации в эритроцитах к концентрации в плазме 1:12. Концентрация галоперидола в тканях выше, чем в крови, препарат имеет тенденцию к накоплению в тканях. Легко проникает через гистогематические барьеры, включая ГЭБ. Галоперидол метаболизируется в печени посредством процесса N-деалкилирования при участии цитохромов CYP2D6, CYP3A3, CYP3A4, CYP3A5, CYP3A7; является ингибитором CYP2D6. Метаболит неактивен. Галоперидол выделяется почками (40 %) и с калом (60 %). Период полувыведения из плазмы после перорального применения составляет в среднем 24 часа (12—37 часов), при внутримышечном введении — 21 час (17—25 часов), при внутривенном — 14 часов (10—19 часов).

## Показания к применению
- Галоперидол используется для подавления: возбуждения, галлюцинаций, бреда, при шизофрении и некоторых других психических расстройствах.[3][4][7][8]
- Острые психозы, вызванные высокими дозами кетамина[9] или фенциклидина.[10]
- Делирий.[11][12][13]
- Расстройства поведения в пожилом и детском возрасте (в том числе гиперреактивность у детей и детский аутизм),[14] однако длительного применения галоперидола у детей следует избегать из-за риска экстрапирамидных побочных эффектов, и в частности — поздних дискинезий[15].
- Лечение синдрома Туретта.
- Послеоперационная рвота.[6]

Галоперидол не должен использоваться как препарат первой линии для терапии поведенческих и психологических симптомов деменции. Его использование у пациентов с деменцией возможно только при чётком и неминуемом риске опасных последствий тяжёлых и причиняющих страдания симптомов, но предпочтительно на основе исходной информации специалиста и при информированном согласии пациента и лица, осуществляющего уход.
У престарелых людей, которые принимают данный препарат для лечения деменции, существует повышенный риск летального исхода. Галоперидол не одобрен к применению для лечения психических проблем, связанных с деменцией.
Галоперидол активно действует на продуктивную симптоматику (бред, галлюцинации), доказательств его эффективности в купировании негативной симптоматики не получено. Кроме того, галоперидол и сам по себе может провоцировать вторичную негативную симптоматику (так называемый нейролептик-индуцированный дефицитарный синдром — NIDS).
В целом новые атипичные нейролептики имеют более благоприятный профиль безопасности (хотя обладают и своими недостатками) и рекомендуются как препараты первого выбора.
Галоперидол целесообразно использовать лишь при оказании неотложной помощи, хотя атипичные нейролептики начинают вытеснять его и из этого сегмента.
В 2016 году было проведено исследование, целью которого было выяснить, является ли галоперидол эффективным средством лечения агрессии или возбуждения, вызванных психозом, при которых требуется медицинское вмешательство для предотвращения вреда себе и окружающим. Авторы опубликовали результаты исследования, согласно которым в экстренных ситуациях, если это может спасти жизнь, при отсутствии другой альтернативы необходимо сделать одну внутримышечную инъекцию галоперидола. Однако если доступны другие препараты, однократная инъекция галоперидола в экстренных случаях может считаться неэтичной, поскольку он далеко не безупречен и имеет множество серьезных побочных эффектов.
В исследованиях, изучающих влияние галоперидола на купирование острого маниакального состояния, проведённых с участием 2022 пациентов, удалось показать, что нет особенных различий в эффективности галоперидола, рисперидона, оланзапина, карбамазепина и вальпроатов, однако при применении галоперидола была более высокая частота двигательных расстройств.

## Способ применения и дозы
Купирование психоза: разовая доза 1—5 мг (до 10 мг) в таблетках или внутримышечно, как правило, через каждые 4—8 часов. При пероральном приёме не более 100 мг в день. При внутривенном введении от 5 до 10 мг разово, не более 50 мг в день.
Поддерживающая терапия: 0,5 до 20 мг в день перорально, редко больше. Максимально низкая доза, способная поддержать ремиссию.
Экспериментальные дозы: в резистентных случаях с психотической симптоматикой были проведены (в большинстве случаев вместе с антихолинергическими, антипаркинсоническими препаратами: бипериден, бензатропин и т. д., — чтобы избежать серьёзных экстрапирамидных побочных эффектов) небольшие исследования с приёмом таблетированных форм препарата в дозировке до 300—500 мг в день. Эти исследования показали, что хорошего эффекта они не принесли и привели к серьёзным побочным эффектам. Кроме того, частота редких побочных эффектов (гипотензии, удлинение интервала QT и серьёзных сердечных аритмий) резко возросла. Применение галоперидола в таких дозах не рекомендуется, рекомендован переход на другой нейролептик (например, клозапин, арипипразол).
Пролонгированная форма
Галоперидол деканоат — это лекарственная форма для внутримышечного введения с длительным действием (пролонг). Одна инъекция в дозировке от 25 до 250 мг делается 1 раз в 2—4 недели. Особенна удобна для пациентов с низкой комплаентностью.

## Противопоказания
Абсолютные
- Кома различной этиологии[26][27], острый период инсульта.
- Тяжёлое токсическое угнетение ЦНС, вызванное лекарственными препаратами[27] или алкоголем.
- Повышенная чувствительность к галоперидолу[26][27] и к другим производным бутирофенона[27], кунжутному маслу.
- Детский возраст до 3 лет[27].
- Беременность, кормление грудью[27].

Относительные
- Заболевания ЦНС, сопровождающиеся симптомами экстрапирамидных и пирамидных расстройств (болезнь Паркинсона)[28].
- Эпилепсия, поскольку возможно уменьшение судорожного порога (при эпилепсии необходим дополнительный контроль).
- Истерия, депрессия[29].
- Сердечно-сосудистые заболевания с явлениями декомпенсации, нарушения проводимости миокарда, увеличение интервала QT или риск увеличения интервала QT (гипокалиемия, приём препаратов, удлиняющих интервал PQ).
- Нарушение функций печени (так как основной путь метаболизма галоперидола — печень, может потребоваться уменьшение дозы и/или увеличение интервала между приёмами).
- Закрытоугольная глаукома.
- Тиреотоксикоз.
- Гиперплазия предстательной железы с задержкой мочи.
- Приём антикоагулянтов (уменьшение эффекта непрямых антикоагулянтов).
- Вегетососудистая дистония (может вызывать вегетативные кризы).

## Побочные эффекты
- Острые экстрапирамидные расстройства:[3][30] акатизия,[31] дистония,[32] злокачественный нейролептический синдром. Риск развития экстрапирамидных расстройств особенно высок у женщин, лиц старше 45 лет и лиц с органическим повреждением головного мозга. Галоперидол и флуфеназин являются препаратами, наиболее часто вызывающими экстрапирамидные нарушения. Акатизия может приводить к усугублению изначально существовавшей у пациента психопатологической симптоматики, к самоубийствам и к актам насилия[33][34]. Даже лёгкая акатизия может служить причиной отказа от лечения, а в запущенных случаях может явиться причиной депрессии[34].
- Явления тревоги, страха, эйфории[29] или депрессии[26][29]. Нарушения цикла «сон — бодрствование»[35], бессонница[36]. Негативные и когнитивные расстройства[37]. Головная боль, сонливость[26], седативный эффект[1]. Летаргия. Психоз, галлюцинации[38]. Усиление психотических расстройств[39].
- Печёночная кома (при заболеваниях печени)[1].
- Поздняя дискинезия[40] при длительном применении препарата (галоперидол вызывает позднюю дискинезию чаще, чем большинство других нейролептиков[41]). Систематизированный обзор (2004 г.) показал, что при терапии галоперидолом заболеваемость поздней дискинезией в течение года составила 5,4 % у взрослых пациентов[42]. При длительном применении галоперидола возможно также возникновение психозов сверхчувствительности[43].
- Эпилептические приступы[29].
- Эффекты, обусловленные антихолинергическим (холинолитическим) действием: задержка мочеиспускания[29], сухость во рту[39], гипосаливация, запор.
- Со стороны сердечно-сосудистой системы: при применении в высоких дозах — артериальная гипотензия, тахикардия, аритмии[29], изменения ЭКГ (увеличение интервала QT с риском внезапной смерти, признаки трепетания и мерцания желудочков).
- Со стороны дыхательной системы: ларингоспазм, бронхоспазм[29].
- Со стороны пищеварительной системы: тошнота, диарея, запор, анорексия, нарушения функции печени[26], вплоть до развития желтухи, диспепсия[29], сухость во рту, гипосаливация (пониженная секреция слюны).
- Со стороны системы кроветворения: редко — анемия[26], лёгкая и временная лейкопения[39], лейкоцитоз[39], агранулоцитоз, незначительная эритропения[39] (понижение концентрации эритроцитов) и тенденция к моноцитозу.
- Со стороны эндокринной системы: гипогликемия[1], гипергликемия. Неадекватная секреция антидиуретического гормона[1]. Гиперпролактинемия[44], которая может приводить у женщин к аменорее, галакторее, снижению либидо[45], фригидности[46], бесплодию[47], вирилизации[48], заболеваниям молочной железы[49], у мужчин — к снижению и отсутствию либидо и потенции, уменьшению вторичных половых признаков, бесплодию, гинекомастии, галакторее[44], а также (и у женщин, и у мужчин) — к нарушениям липидного обмена и риску сердечно-сосудистых заболеваний, остеопорозу[49], ожирению и инсулинорезистентности, депрессии и другим психическим нарушениям[44].
- Со стороны обмена веществ: снижение массы тела[1], увеличение массы тела, гипонатриемия; повышенное потоотделение, периферические отёки.
- Со стороны органа зрения: нарушения остроты зрения, катаракта, ретинопатия[39], нарушения аккомодации.
- Аллергические реакции и реакции со стороны кожи — редко (менее 1 %): фотосенсибилизация, алопеция[29], бронхоспазм, ларингоспазм, гиперпирексия, макуло-папулёзные и акнеобразные изменения кожи, сыпь.
- При вождении автомобиля увеличивает время реакции.
- Приём галоперидола на поздних сроках беременности может приводить к разнообразным перинатальным осложнениям, в том числе синдрому отмены и нестабильности температуры тела[50]. При использовании галоперидола во время третьего триместра беременности возможно развитие экстрапирамидных расстройств у новорождённых[1].

Ряд врачей и учёных, в частности психиатр и врач-нарколог А. Г. Данилин, утверждают, что все производные бутирофенона, особенно галоперидол, разрушают нейроны серого вещества мозга.
По мнению некоторых исследователей и клиник, специализирующихся на лечении зависимостей и психических расстройств, длительное применение галоперидола может привести к психической зависимости и физическому абстинентному синдрому.

## Злоупотребления
Советские диссиденты, включая медиков по профессии, сообщали об использовании галоперидола при злоупотреблениях психиатрией в политических целях. Популярность галоперидола в качестве средства лечения так называемой «вялотекущей шизофрении» обусловливалась двумя причинами: болезненными побочными эффектами, целью которых было сломить волю заключённых, и тем, что он был одним из немногих психотропных препаратов, производившихся в Советском Союзе в достаточном количестве. В частности, воздействию галоперидола подверглись Сергей Ковалёв, Леонид Плющ, Наталья Горбаневская и Валерия Новодворская.
Американская иммиграционная и таможенная полиция применяла галоперидол для седации людей, депортируемых из США. За период с 2002 по 2008 год воздействию галоперидола подверглись 365 депортированных. В результате судебного дела, возбуждённого в 2008 году, правила изменились, и отныне галоперидол может применяться только по рекомендации медиков и по решению суда.

## Исследования на животных
В плацебо-контролируемом исследовании группы по шесть макак получали оланзапин и галоперидол в терапевтической дозировке на протяжении около двух лет. При посмертном анализе у получавших нейролептики макак отмечено сходное по выраженности снижение как объёма, так и массы мозга, достигающее 8—11 % , что обусловлено атрофией коры головного мозга. В результате дальнейшего изучения законсервированных образцов было обнаружено, что снижение объёма серого вещества обусловлено в первую очередь уменьшением числа астроцитов, во вторую очередь — олигодендроцитов, при этом увеличилась плотность расположения нейронов, хотя их количество осталось неизменным.

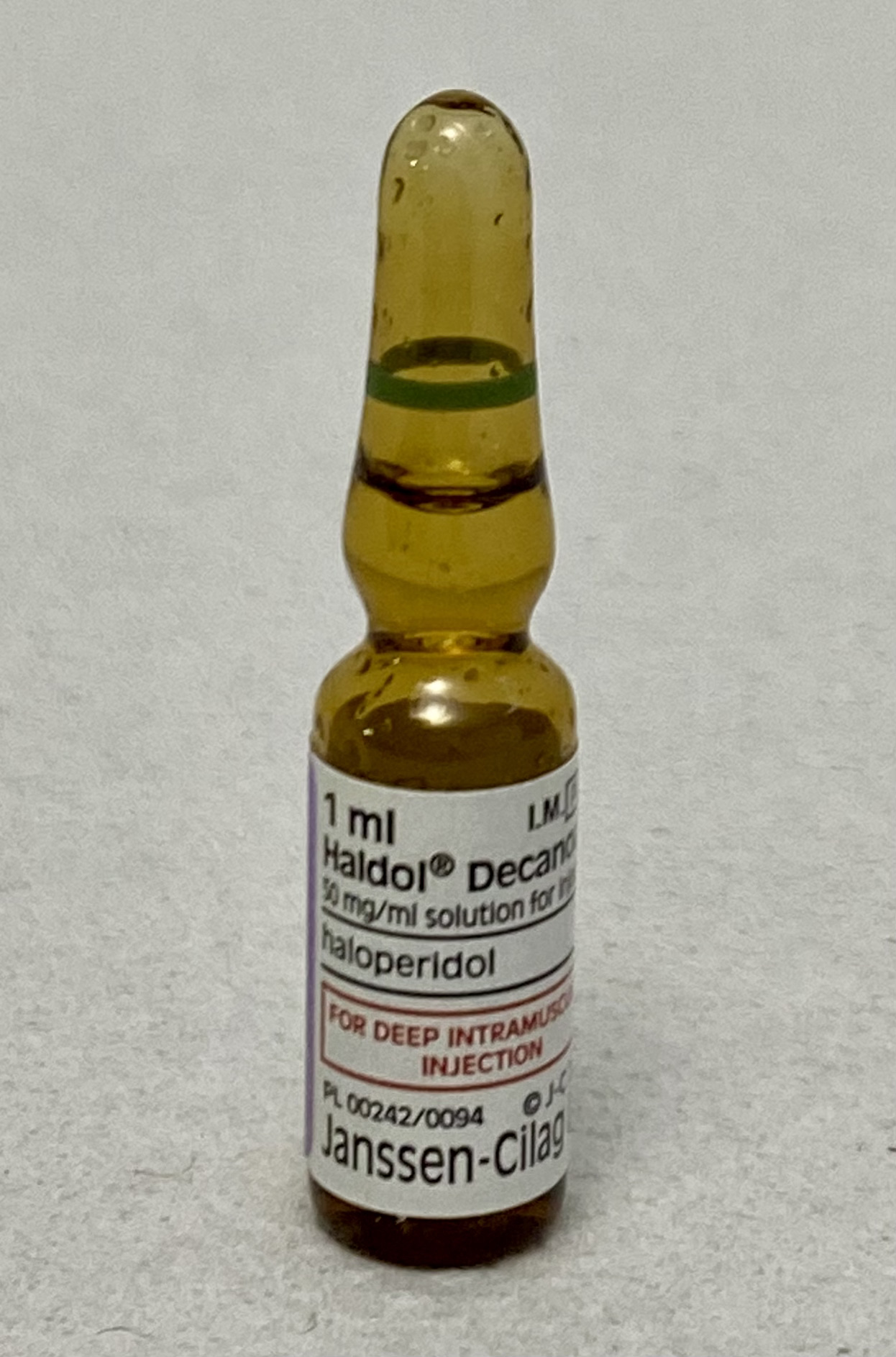
Раствор для инъекций аналога галоперидола Халдола Деканоата

## Особые указания
При внутривенном применении — вводить очень медленно, во избежание гипотонии и ортостатического коллапса.
При поддерживающей терапии нужно стремиться использовать минимально возможную дозу. Необходимо также учитывать, что противорвотное действие галоперидола может маскировать признаки лекарственной токсичности и затруднять диагностику состояний, первыми симптомами которых является тошнота.
При приёме галоперидола не рекомендуется выполнение работ, требующих быстрой реакции, и употребление алкогольных напитков.
Внутривенное введение галоперидола запрещено в США[почему?].

## Передозировка
Полулетальная доза составляет 15 мг/кг. При превышении дозировки чаще всего развиваются:
- Побочные явления со стороны экстрапирамидной системы (мышечная ригидность, тремор, акатизия).
- Гипотензия, гипертензия.
- Выраженная седация.
- Антихолинергические побочные эффекты (сухость во рту, запоры, паралитическая кишечная непроходимость, затруднённое мочеиспускание, потливость).
- В тяжёлых случаях — коматозное состояние, угнетение дыхания, гипотония, шок.
- Тяжёлые аритмии с удлинением интервала QT.
- Судорожные приступы (уменьшение судорожного порога).

Меры помощи
Лечение симптоматическое, контроль за жизненно важными функциями, промывание желудка, активированный уголь. При угнетении дыхания — искусственная вентиляция лёгких, при выраженном снижении АД — введение плазмозамещающих жидкостей, плазмы, норадреналина (адреналин нельзя, извращение реакции на адреналин), для уменьшения выраженности экстрапирамидных расстройств — центральные холиноблокаторы и противопаркинсонические средства.

## Взаимодействия
- Средства, угнетающие ЦНС (алкоголь, транквилизаторы, наркотические средства, снотворные и др.): потенцирует действие и побочные эффекты этих препаратов (седация, угнетение дыхания, падение артериального давления[67]:296). Доза опиоидов при лечении хронической боли может быть снижена на 50 %. При одновременном применении с морфином возможно развитие миоклонуса.
- Метилдопа: повышенный риск экстрапирамидных побочных эффектов, гипотензия, головокружение, спутанность сознания, психоз[67]:296.
- Леводопа: снижение терапевтического действия леводопы вследствие блокады галоперидолом дофаминовых рецепторов.
- Антидепрессанты: чрезмерное седативное действие[67]:296. Трициклические антидепрессанты: уменьшается метаболизм трициклических антидепрессантов, возрастает токсичность, повышается риск развития побочных эффектов ТЦА. Бупропион: повышение риска сильного припадка[67]:296. Флувоксамин: возможное повышение концентрации галоперидола в плазме крови, токсическое действие. Венлафаксин: возможное повышение концентрации галоперидола в плазме крови.
- Флуоксетин[1], буспирон, хинидин: увеличение концентрации галоперидола в плазме крови (снизить дозу галоперидола в случае необходимости). Флуоксетин — возможно развитие экстрапирамидных симптомов и дистонии.
- Этинамат: опасное усиление действия этинамата, следует избегать сочетания[67]:297.
- Рифампицин, карбамазепин[1], фенобарбитал: уменьшение концентрации галоперидола в плазме крови (при необходимости увеличить дозу галоперидола) за счёт ускорения метаболизма.
- Противосудорожные средства: возможно изменение вида и/или частоты эпилептиформных припадков, а также снижение концентрации галоперидола в плазме крови.
- Лития карбонат: редко — усиление экстрапирамидных побочных эффектов в связи с усилением блокады дофаминовых рецепторов, при применении в высоких дозах возможна необратимая интоксикация и тяжёлая энцефалопатия. Необходим контроль за уровнем лития в плазме крови, использование минимальных доз галоперидола.
- М-холиноблокаторы: увеличение антихолинергического эффекта, может повышаться внутриглазное давление[67]:296; может ослабляться действие галоперидола[1].
- Антигистаминные препараты: чрезмерное седативное действие[67]:296.
- Гуанетидин: уменьшение антигипертензивного эффекта.
- Гуанфацин: может усиливаться депрессивный эффект каждого препарата[67]:296.
- Эпинефрин: извращение прессорного действия, парадоксальное снижение кровяного давления и тахикардия.
- Антагонисты витамина K: ослабление действия антагонистов витамина K[67]:296.
- Индометацин: возможны сонливость[1], спутанность сознания.
- Цизапридом: удлинение интервала QT.
- Антикоагулянты: уменьшение эффекта непрямых коагулянтов.
- Антигипертензивные средства: потенцирование действия[26].
- Пропранолол: описан случай тяжёлой артериальной гипотензии и остановки сердца.
- Амиодарон, моксифлоксацин: повышается риск желудочной аритмии; данных сочетаний следует избегать[1].
- Изониазид: возможно повышение концентрации изониазида в плазме крови.
- Прокарбазин: риск сильной заторможенности[67]:296.
- Имипенем[англ.]: описаны случаи транзиторной артериальной гипертензии.
- Кофеин (содержащийся в кофе, чае и др.): замедление всасывания галоперидола[67]:146,150.

Дубильные вещества, содержащиеся в крепко заваренном и прокипячённом чае, образуют трудно растворимые соединения с галоперидолом, которые могут приводить к отравлению:150.
При пероральном приёме антикоагулянтов необходимо перед назначением галоперидола деканоата вновь определять оптимальную дозу антикоагулянта, так как совместное их применение снижает эффект антикоагулянтов.
На фоне терапии галоперидола деканоатом категорически запрещается употреблять алкоголь.